# Tafeltennis op de Paralympische Zomerspelen 1976
De Ve Paralympische Spelen werden in 1976 gehouden in Toronto, Canada. Tafeltennis was een van de 13 sporten die op het programma stonden tijdens deze spelen.
Vanaf deze spelen mochten ook tafeltennissers die in staat waren om staand te spelen meedoen bij de Paralympische Spelen.

## Evenementen
In totaal waren er 28 onderdelen op de Paralympics in 1976 bij het tafeltennis; zeventien voor mannen en elf voor vrouwen
Mannen, individueel
- Klasse 1A
- Klasse 1B
- Klasse 1C
- Klasse 2
- Klasse 3
- Klasse 4-5
- Klasse C
- Klasse D
- Klasse D1
- Klasse E
- Klasse J1

Mannen, dubbel
- Klasse 1A
- Klasse 1B
- Klasse 1C
- Klasse 2
- Klasse 3
- Klasse 4-5

Vrouwen, individueel
- Klasse 1A
- Klasse 1B
- Klasse 1C
- Klasse 2
- Klasse 3
- Klasse 4-5
- Klasse D

Vrouwen, dubbel
- Klasse 1B
- Klasse 2
- Klasse 3
- Klasse 4-5

## Mannen

### Dubbel
| Rank | Land             |
| ---- | ---------------- |
| 1    | Zwitserland      |
| 2    | Finland          |
| 3    | Noorwegen Canada |

| Rank | Land                |
| ---- | ------------------- |
| 1    | Verenigd Koninkrijk |
| 2    | West-Duitsland      |

| Rank | Land           |
| ---- | -------------- |
| 1    | West-Duitsland |
| 2    | Zweden         |
| 3    | Denemarken     |

| Rank | Land                |
| ---- | ------------------- |
| 1    | Zweden              |
| 2    | Zuid-Korea          |
| 3    | Verenigd Koninkrijk |

| Rank | Land           |
| ---- | -------------- |
| 1    | Zwitserland    |
| 2    | West-Duitsland |
| 3    | Canada         |

| Rank | Land                |
| ---- | ------------------- |
| 1    | Verenigde Staten    |
| 2    | West-Duitsland      |
| 3    | Verenigd Koninkrijk |

### Individueel
| Klasse     | land | Goud                | land | Zilver           | land    | Brons                            |
| ---------- | ---- | ------------------- | ---- | ---------------- | ------- | -------------------------------- |
| Klasse 1A  | SUI  | Hans Rosenast       | SUI  | Rainer Kueschall | FIN     | Pekka Hatinen                    |
| Klasse 1B  | GBR  | S. Bradshaw         | FRG  | Wolfgang Koch    | AUT     | Walter Sailer                    |
| Klasse 1C  | FRG  | Manfred Emmel       | FRG  | B. Boerstler     | SWE     | G. Bonderud                      |
| Klasse 2   | KOR  | Tae Am Choi         | CAN  | L. Lam           | NED     | Jan Meursing                     |
| Klasse 3   | FRG  | Heinz Simon         | FRG  | Fritz Krimmel    | KOR     | Kum Du Son                       |
| Klasse 4-5 | ISR  | Baruch Hagai        | USA  | Michael Dempsey  | BEL SWE | Richard de Zutter Olle Johansson |
| Klasse C   | SWE  | J. Augustsson       | HKG  | Shek Kau Wong    | HKG     | Hon Keung Tong                   |
| Klasse D   | CAN  | G. Chrak            | FRA  | P. Chassagne     | BEL     | Jozef Devriese                   |
| Klasse D1  | USA  | M. Johnson          | RSA  | D. Hoddleston    | USA     | J. Behan                         |
| Klasse E   | SWE  | A. Pettersson       | GBR  | B. Speedy        | INA     | Sigit Supadi                     |
| Klasse J1  | EGY  | Metwali Ahmed Khadr |      |                  |         |                                  |

## Vrouwen

### Dubbel
| Rank | Land             |
| ---- | ---------------- |
| 1    | Ierland          |
| 2    | Verenigde Staten |
| 3    | Mexico           |

| Rank | Land                |
| ---- | ------------------- |
| 1    | Oostenrijk          |
| 2    | Verenigd Koninkrijk |
| 3    | Frankrijk           |

| Rank | Land                |
| ---- | ------------------- |
| 1    | Oostenrijk          |
| 2    | Verenigd Koninkrijk |
| 3    | Canada              |

| Rank | Land           |
| ---- | -------------- |
| 1    | Nederland      |
| 2    | Oostenrijk     |
| 3    | West-Duitsland |

### Individueel
| Klasse     | land | Goud           | land | Zilver             | land | Brons        |
| ---------- | ---- | -------------- | ---- | ------------------ | ---- | ------------ |
| Klasse 1A  | IRL  | Julia Cosgrove | USA  | Ruth Wendth        |      |              |
| Klasse 1B  | GBR  | Jane Blackburn | IRL  | Frances O'Sullivan | ITA  | Rosa Sicari  |
| Klasse 1C  | ISR  | M. Escapa      | MEX  | Martha Sandoval    |      |              |
| Klasse 2   | SUI  | Rosa Schweizer | FRA  | M. Ramousse        | GBR  | G. Matthews  |
| Klasse 3   | AUT  | Brigitte Hahn  | AUT  | Ingrid Voboril     | GBR  | J. Swann     |
| Klasse 4-5 | NED  | Irene Schmidt  | NED  | Gerda Becker       | GBR  | Carol Bryant |
| Klasse D   | PER  | T. Chiapo      | CAN  | D. Pidskalny       |      |              |

Atletiek · Basketbal · Boogschieten · Dartchery · Gewichtheffen · Goalball · Koersbal · Schermen · Schietsport · Snooker · Tafeltennis · Volleybal · Zwemmen
Rome 1960 ·
Tokio 1964 ·
Tel Aviv 1968 ·
Heidelberg 1972 ·
Toronto 1976 ·
Arnhem 1980 ·
New York & Stoke Mandeville 1984 ·
Seoel 1988 ·
Barcelona 1992 ·
Atlanta 1996 ·
Sydney 2000 ·
Athene 2004 ·
Peking 2008 ·
Londen 2012 ·
Rio de Janeiro 2016 ·
Tokio 2020 ·
Parijs 2024 ·
Los Angeles 2028